# Thuidium intermedium
Thuidium intermedium là một loài Rêu trong họ Thuidiaceae. Loài này được Mitt. miêu tả khoa học đầu tiên năm 1869.